# Paectes pratti
Paectes pratti är en fjärilsart som beskrevs av Bethune-Baker 1906. Paectes pratti ingår i släktet Paectes och familjen nattflyn. Inga underarter finns listade i Catalogue of Life.